# Голубков, Платон Васильевич
Платон Васильевич Голубков (13 ноября, 1786 — 3 апреля, 1855) — русский купец, благотворитель, коллежский советник.

## Биография

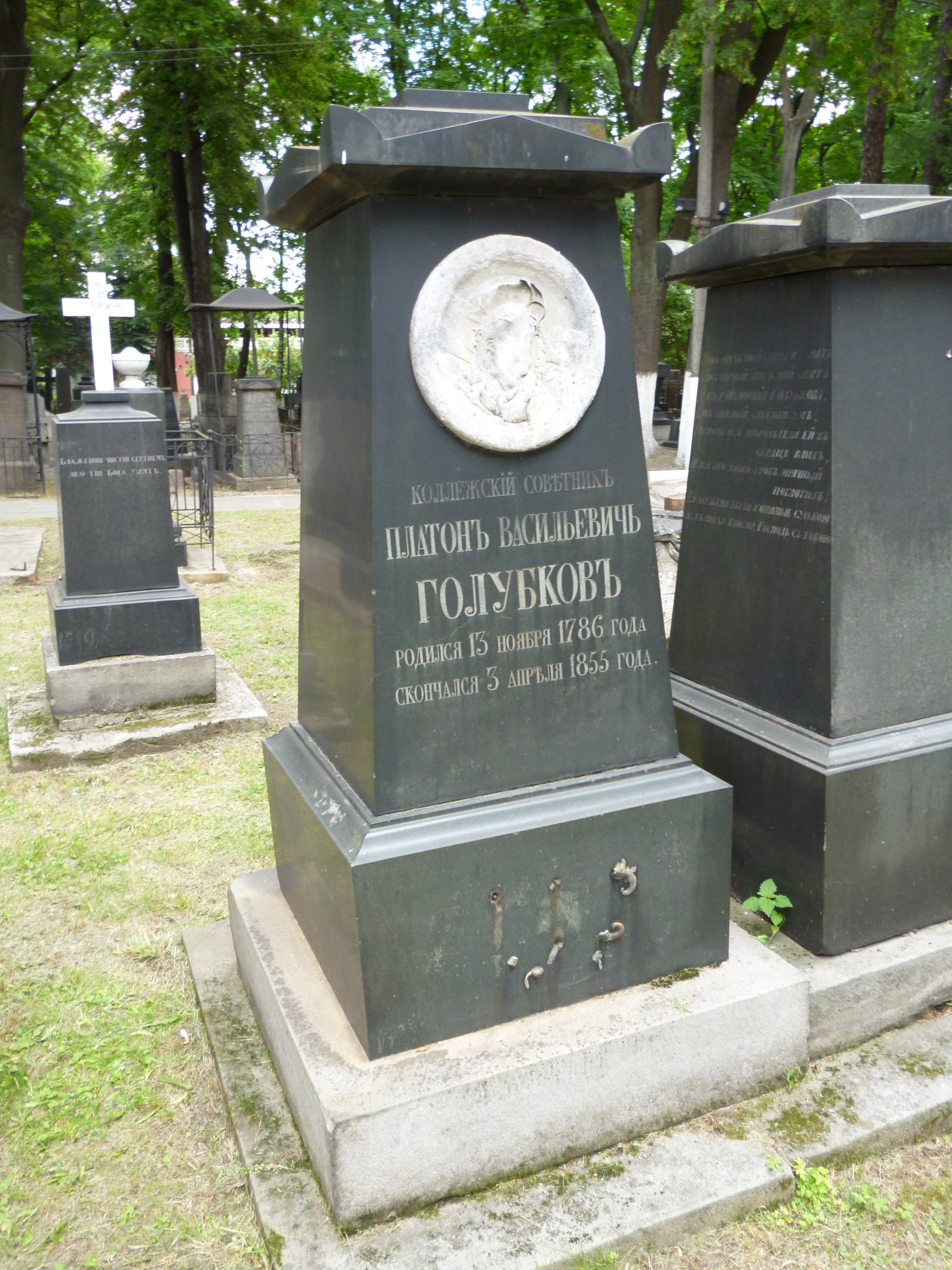
Могила Платона Голубкова

Уроженец Костромы, родился 13 ноября 1786 года; провел детство и молодость в большой бедности, учился грамоте по грошовому календарю, но, будучи чрезвычайно любознателен, целые ночи проводил без сна за чтением в холодных покоях Костромской губернской библиотеки. Начал службу писцом, потом плавал по Каспийскому морю и, наконец, занялся питейными откупами, казёнными поставками и золотопромышленностью в Сибири, чем и нажил большое состояние. Значительную часть своих доходов Голубков тратил на благотворительность и на пользу науки. Им пожертвованы крупные суммы на устройство в Иркутске девичьего института (в 1841 г. и след. более 100000 р. асс), на приюты в Костроме, Петергофе и Красноярске, на стипендии в Петербургских училищах ордена св. Екатерины и Александровском сиротском корпусе. Много денег пожертвовал он на церкви (в Далмации, на Камчатке, в своем подмосковном селе Мышецком и др.) и вообще на бедных; так, он дал в 30-х годах 500000 р. асс. на бедных жителей г. Москвы.
Его очень занимала мысль о возвышении торгового значения России в Азии; желая ознакомить русское купечество со странами Востока и указать пути сбыта русским мануфактурным произведениям, он издал ряд переводных сочинений и материалов: 1) «Собрание актов о привилегиях, дарованных Английским правительством Ост-Индской компании и Лондонскому банку». М., 1843 г.; 2) «Английская Индия в 1843 году», соч. гр. Варрена. М., 1845 г.; 3) «Британская Империя в Индии», соч. гр. Биорнштиерны. М., 1847 г.; 4) «Кабул. Путевые записки в 1836—1838 гг. А. Борнса». М., 1847 г.; 5) «Наполеоновский проект сухопутной экспедиции в Индию». М., 1847 г.; 6) «Афганистан и англичане в 1841 и 1842 гг», соч. К. Ф. Неймана. М., 1848 г.; 7) «Индия под английским владычеством», соч. Баршу де Паноэна. М., 1849 г.; 8) «Путешествие в Бухару А. Борнса». М., 1850 г. Кроме того им изданы: «Автобиография Суворова» (1848 г.), «Биография кн. Д. М. Пожарского» и «О ветхозаветных преобразованиях» Смирнова.
Голубков оказывал помощь и учёным обществам: Русское Географическое общество получило от него в 1848 г. — 22000 р. на издание карты Азии и на перевод и издание сочинения К. Риттера «Землеведение в отношении к природе и истории человечества» (К. Риттер, «Землеведение Азии. Перевел и дополнил П. Семенов. Издание на иждивение члена-соревнователя П. Голубкова». СПб., 1856 г.), в 1850 г. — 3000 р. на путешествие члена общества П. И. Небольсина и в 1851 г. — 30000 р. на Камчатскую экспедицию; Обществу истории и древностей Российских пожертвовал в 1849 г. 1000 р.; Русскому Археологическому обществу в 1850 г — 500 р. на премию и в 1851 г. — более 3000 р. на издание жития св. Бориса и Глеба и 3000 р. на украшение Остромирова Евангелия. Четыре учёных общества избрали его своим почётным членом. Голубков скончался 3 апреля 1855 г. и погребён в Москве в Донском монастыре. На надгробном его памятнике находится следующая эпитафия:
Далмат и Алеут молитвы шлют о нём;

Усердие его ко благу ближних знают

И сам великий царь, и царственный весь дом;

Был пользы общия ревнитель,

В нижней части надгробного памятника сохранились следы сильно попорченного фамильного герба (перекрещивающиеся меч и четырёхконечный крест), факт официального утверждения которого не выяснен.